# 旱溪 (地名)
旱溪，是臺灣臺中市東區的一個傳統地域名稱，也是全區行政中心所在地，位於該區東大半部。相較於今日行政區，其範圍大致包括旱溪里、泉源里東部、樂成里、東橋里東南半部、東門里、東信里、十甲里、東英里。

## 歷史
台灣清治末期至日治初期，旱溪地區為一街庄，稱為「旱溪庄」，隸屬於藍興堡。該庄北與東勢仔庄、番仔路庄為鄰，東與三汴庄、太平庄為鄰，南邊為內新庄，西邊為頂橋仔頭庄、臺中街。
1901年（日治明治三十四年）11月，全台廢縣廳改設二十廳，該庄隸屬於臺中廳。1903年（明治三十六年）6月，該庄編入「臺中區」，隸屬於臺中廳。1909年（明治四十二年）10月，合併二十廳為十二廳，臺中區隸屬不變。1920年（大正九年），全台地方制度大改正，廢十二廳改設五州二廳，該庄改制為「旱溪」大字，隸屬於臺中州轄臺中市。
戰後本地區劃入東區，隸屬於臺灣省轄臺中市，大字改亦制為里。2010年12月，臺中縣市合併為直轄臺中市，東區隸屬不變。

## 聚落
本地區發展較早的聚落有十甲、旱溪、舊廍等，在日治期初期的官方地圖上已有記載。

## 交通
台鐵山線大致以北偏東－南偏西走向繞大彎轉東北—西南走向經過旱溪地區西北端。境內未設站，北側最近的是精武車站，屬簡易站，僅停靠區間車；南側最近的是臺中火車站，屬特等站，各級列車均有停靠。由此等可前往台鐵沿線各站。
省道台3線（進化路、建成路）俗稱「內山公路」，是臺北至屏東的幹道，大致以北向南轉西北—東南走向再轉北向南再繞大彎轉東北—西南走向經過本地區西部中北段近邊界地帶。由該道路向北可前往北屯、潭子、豐原、石岡等地，向西南可前往台中市中心東南側、大里、霧峰、草屯等地。
市道136號（振興路）是臺中市龍井區至南投縣國姓鄉龜溝的道路，大致以西向東轉西北—東南走向經過本地區南部。由該道路向西轉西北繞大彎轉西南再轉西北西轉西南繞過臺中市中心後可前往南屯、國道1號南屯交流道、大肚東北部邊界地帶、龍井東部、沙鹿西南部、梧棲與龍井交界地帶並止於省道台17線路口，向東南可前往太平、國姓並止於省道台14線路口。

## 學校
- 育英國中
- 成功國小
- 樂業國小（東大半部）
- 大智國小（東側小部分）

## 文化資產
- 台中樂成宮（市定古蹟）

## 其他廟宇
- 天乙宮（玉皇上帝廟）
- 東門里福德祠（土地祠）